# Sturmleiter

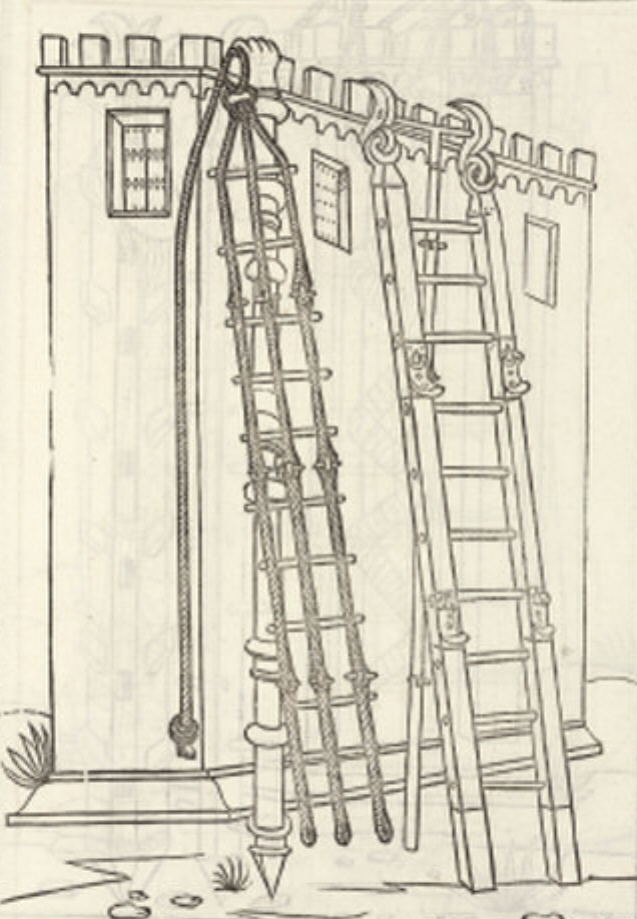
Militärische Sturmleitern der Renaissance

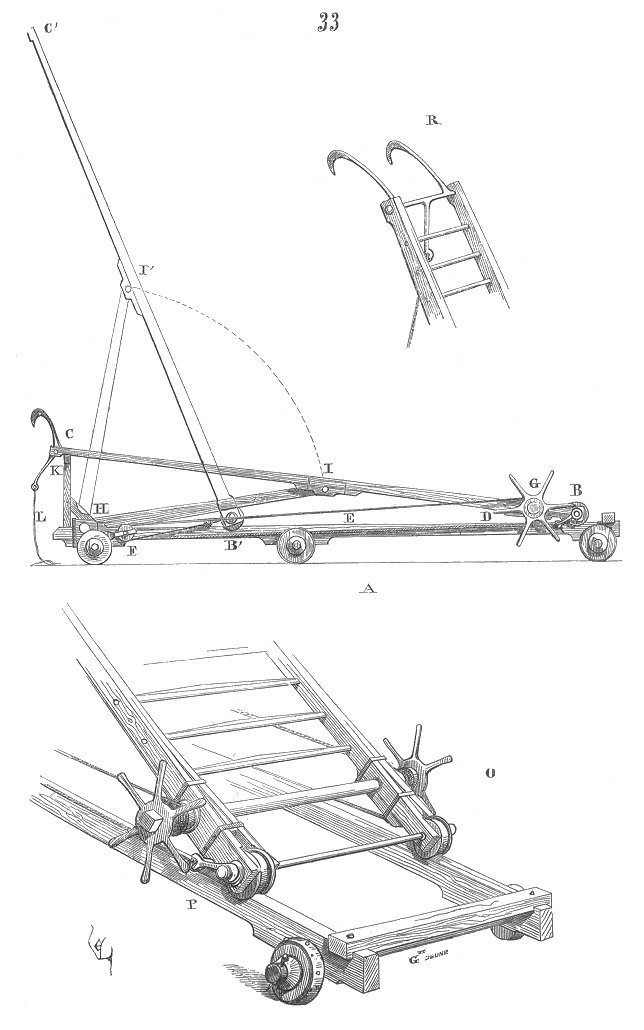
Zweiholmige Sturmleiter

Unter einer Sturmleiter (lat.: scalae (impetus faciendi causa paratae); franz.: échelle pour monter a l’assaut) versteht man eine ein- oder zweiholmige Leiter
- zum Erstürmen einer Verteidigungsanlage (z. B. Stadtmauer), oder
- als Hilfsmittel bei der Brandbekämpfung der Feuerwehr bzw. im Katastropheneinsatz. Bei der Feuerwehr zählt die Sturmleiter zur Standardausrüstung und wird auf Löschfahrzeugen mitgeführt. (Siehe auch: Hakenleiter), oder
- die Strickleiter, welche am Heck eines Schiffes angehängt wird, um in ein Boot umsteigen zu können.[1]

Eine Sturmleiter hat eine begrenzte Länge (heute in der Regel eine Geschosshöhe), ist am oberen Ende mit Haken versehen und kann mehrere Personen aufnehmen.
Die Sturmleiter für militärische Zwecke konnten in kleine Einheiten zerlegt werden. Die stabilen Holzausführungen von Sturmleitern wurden miteinander verbunden, um die entsprechende Länge (z. B. für die Stadtmauer) zu erreichen und hatten oben große Haken (Sturmhaken), um die Sturmleiter fest zu verankern.
Die flexible Sturmleiter war eine Strickleiter mit Querhölzern (Sprossen).
Eskaladieren (Eskalade, frz.: escalader, escalade – klettern), bedeutet mittels Sturmleitern ersteigen.

## Die Sturmleiter als Kriegsgerät
Die Sturmleiter war ein wichtiges mittelalterliches Kriegsgerät. Es war leicht und gut zu handhaben. Die Sturmkolonnen hatte die Aufgabe, den Wall der Burg oder Festung oder die Stadtmauer auf Sturmleitern zu ersteigen, zu versuchen, sich dort festzusetzen und das Tor von innen zu öffnen, um den Nachfolgenden den Weg frei zu machen.

## Die Sturmleiter als Feuerwehrgerät

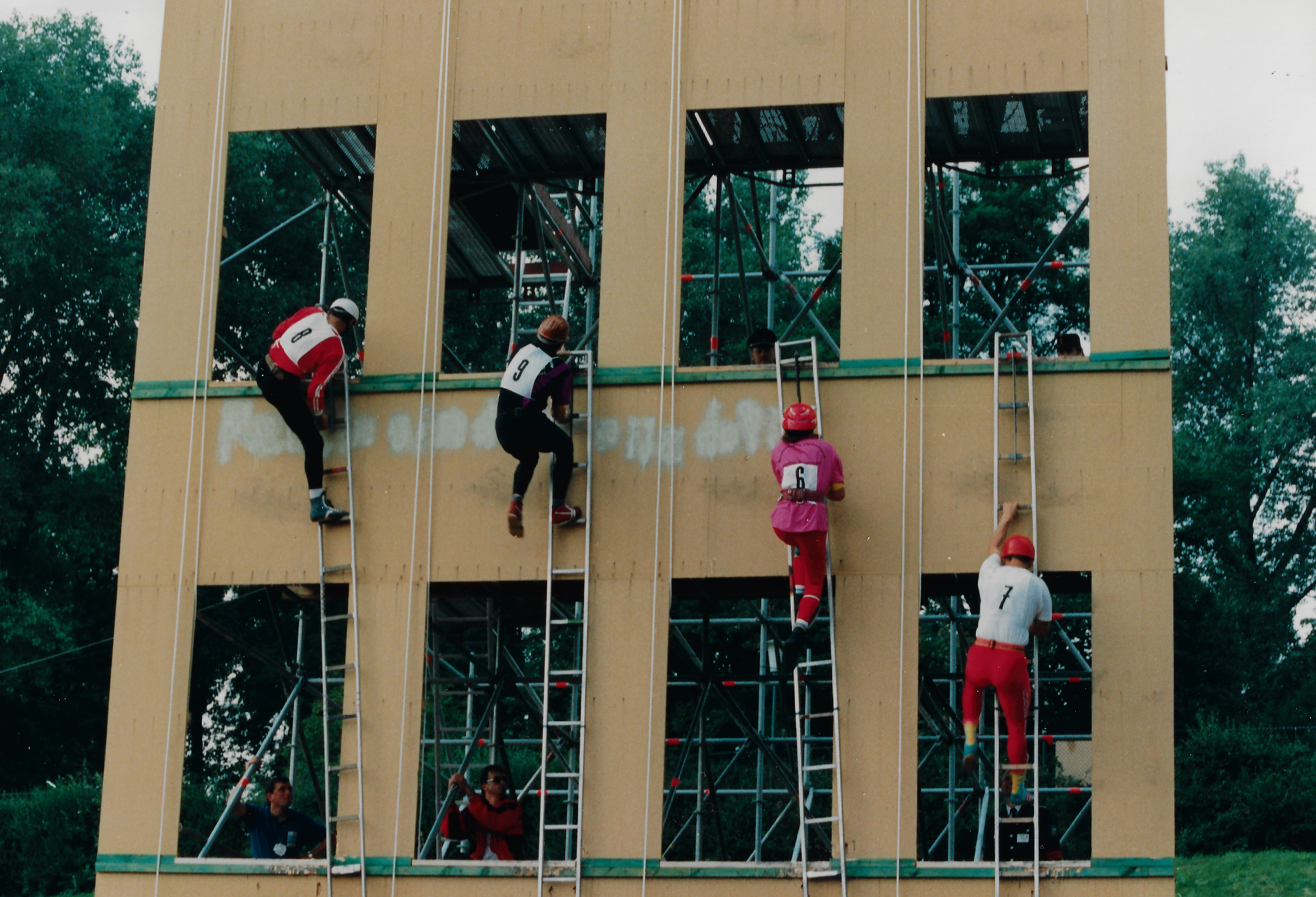
X. Internationale Feuerwehrsportwettkämpfe des CTIF 1993 in Berlin, Disziplin Hakenleitersteigen – Freiwillige Feuerwehren

Die Sturmleiter (Hakenleiter) der Feuerwehr ist 4,40 m lang und hat an der Oberseite einen Haken, mit dem sie in eine höhergelegene Öffnung eingehängt werden kann. Da sie z. B. an jeden Balkon oder in jedes Fenster gehängt werden kann, ist ihre Arbeitshöhe als einzige Leiter praktisch unbegrenzt.
Sie wird nur selten eingesetzt, etwa wenn andere Leitertypen nicht geeignet sind. Hakenleitern mit Stahlhaken (68 cm) sind 11 kg schwer, Leitern mit Leichtmetallhaken (70 cm) wiegen etwa 9 kg. Der Haken hat 11 Zähne, damit die Leiter nach dem Einhängen nicht abrutschen kann. Die Spitze des Hakens ist nach unten umgebogen. Zwei Abweiser an der unteren Seite der Leiter sorgen dafür, dass ein ausreichender Abstand zur Wand bzw. Mauer erhalten bleibt. Die Holme der Hakenleiter bestanden früher aus Kiefern-, Lärchen-, Fichten- oder Eschenholz, die Sprossen, die mit zusätzlichen Sprossenankern verstärkt und in die Holme eingekeilt und verleimt waren, aus Eschenholz. An der Innenseite der Holme sorgte ein verzinkter Stahldraht dafür, dass die Leiter selbst im Falle eines Holmschadens benutzbar blieb. Heutzutage sind Hakenleitern aus Aluminium mit einem titanverstärkten Stahlhaken üblich.
Die Hakenleiter wird im Regelfall von zwei Personen vorgenommen, jedoch stets nur von einer Person bestiegen (beide Truppleute steigen nacheinander von Geschoss zu Geschoss). Neben dem Leitereinsatz im Ernstfall wird diese auch bei Feuerwehrsportwettbewerben in der Disziplin Hakenleitersteigen benutzt.

## Historische Abbildungen

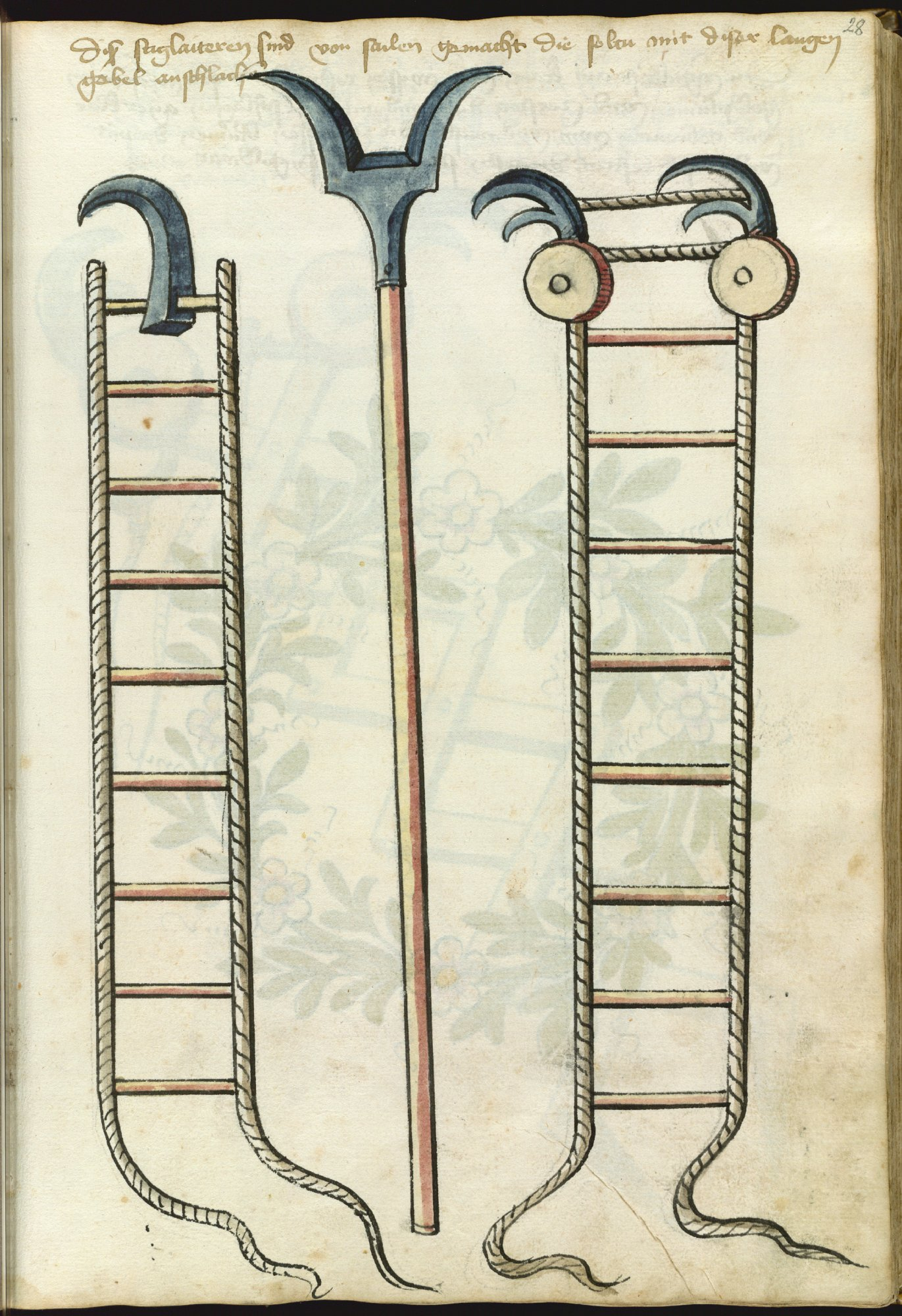
Zwei Strickleitern auf Fol. 28r in Konrad Kyesers Bellifortis-Handschrift Ms. Thott. 290.2º von 1459
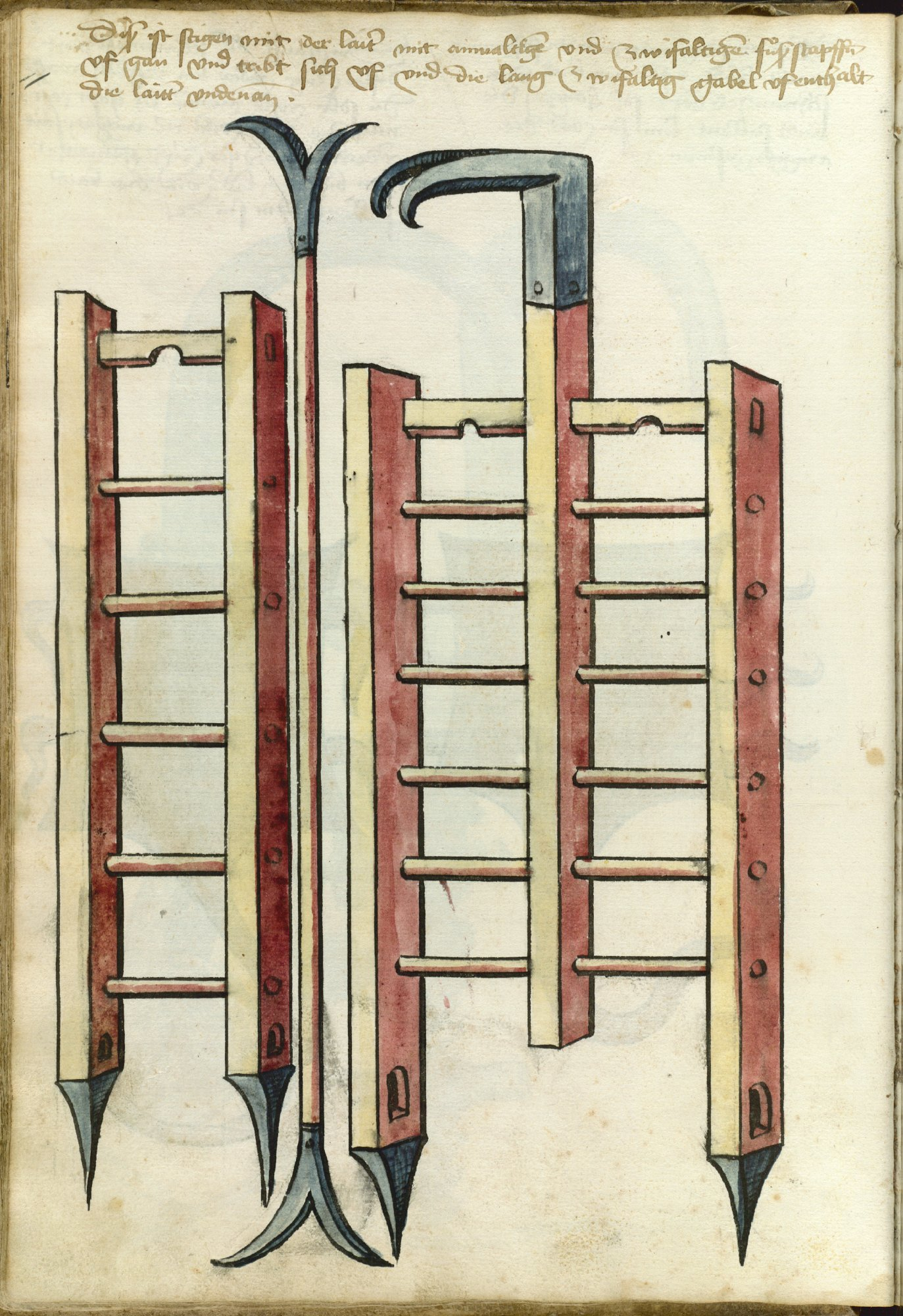
Zwei Sturmleitern auf Fol. 27v in Konrad Kyesers Bellifortis-Handschrift Ms. Thott. 290.2º von 1459